# Galera

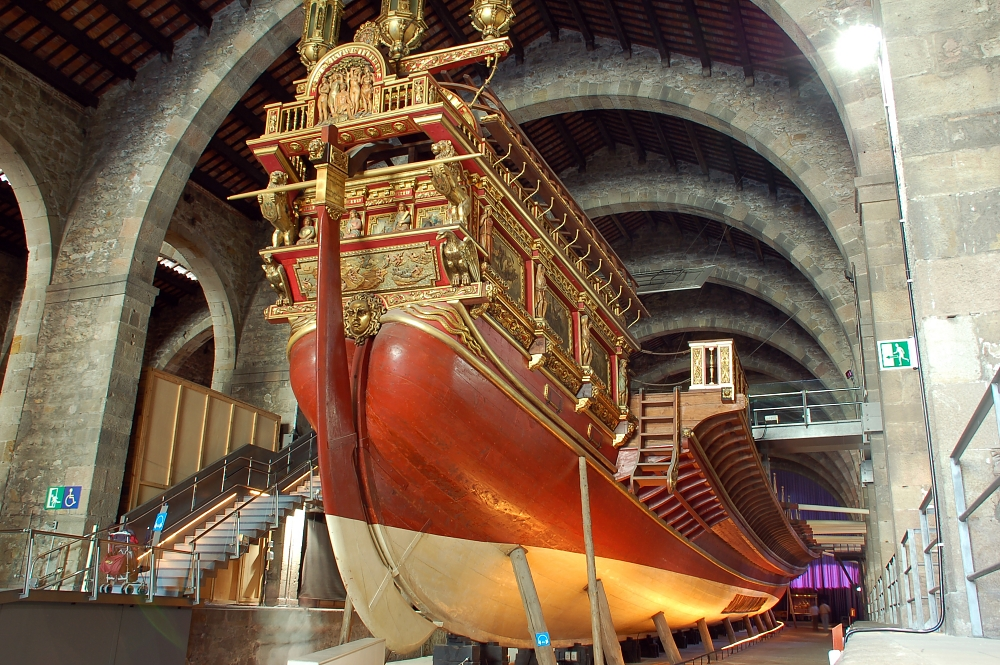
Réplica de La Real, la que fuera nave capitana de don Juan de Austria en la batalla de Lepanto, hecha a partir del estudio de Martínez-Hidalgo.

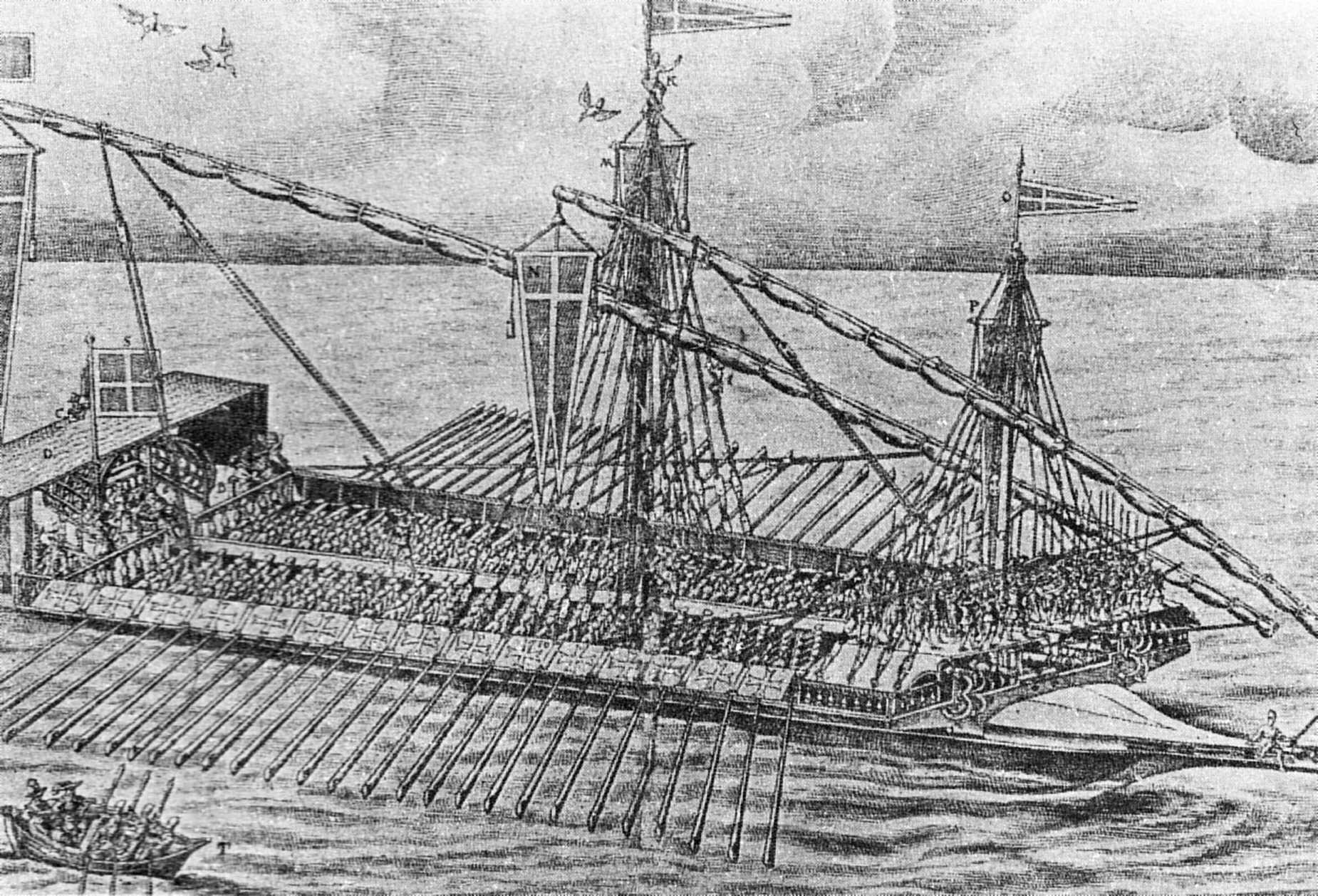
Galera maltesa.

La galera (del griego medieval γαλέα [galéa]) fue un tipo de barco ampliamente usado por múltiples grupos humanos desde la antigüedad hasta el final de la edad de la vela. El origen del término es oscuro, tal vez relacionado con galeos, «galeus». Es un barco impulsado por la fuerza de los remos, y en ocasiones por el viento; por eso poseía una o más velas grandes.

## Características
Era indudablemente en cuanto a su forma el eslabón entre la Navis longo romana, la galera de los siglos XV y XVI y los dromones bizantinos. Muy semejantes sus condiciones respectivas en lo tocante a su ligereza, fue también muy semejante su destino en las armadas de tan distintas épocas, sirviendo en todas ellas de naves auxiliares y exploratorias.
Las dimensiones de los mayores barcos de esta especie en las fechas últimamente citadas eran: eslora, 140 pies: manga, 20: puntal, 9. Hasta el siglo XVI, en que se perfeccionó el uso de la artillería a bordo de las embarcaciones, iban armadas las galeras de un espolón a proa (el rostrum de la nave romana) hecho de bronce o de madera reforzado con zunchos de hierro y colocado muy bajo, casi en la línea de flotación con el objeto de desfondar el barco enemigo a quien embistiesen. Sobre la cubierta de la galera iban dispuestos a una y otra banda los bancos de los remeros, existiendo una división, llamada crujía, que permitía ir de la popa a la proa: en este paso se colocaba el cómitre o nostromo (hortator entre los romanos) para vigilar y animar a los remeros.

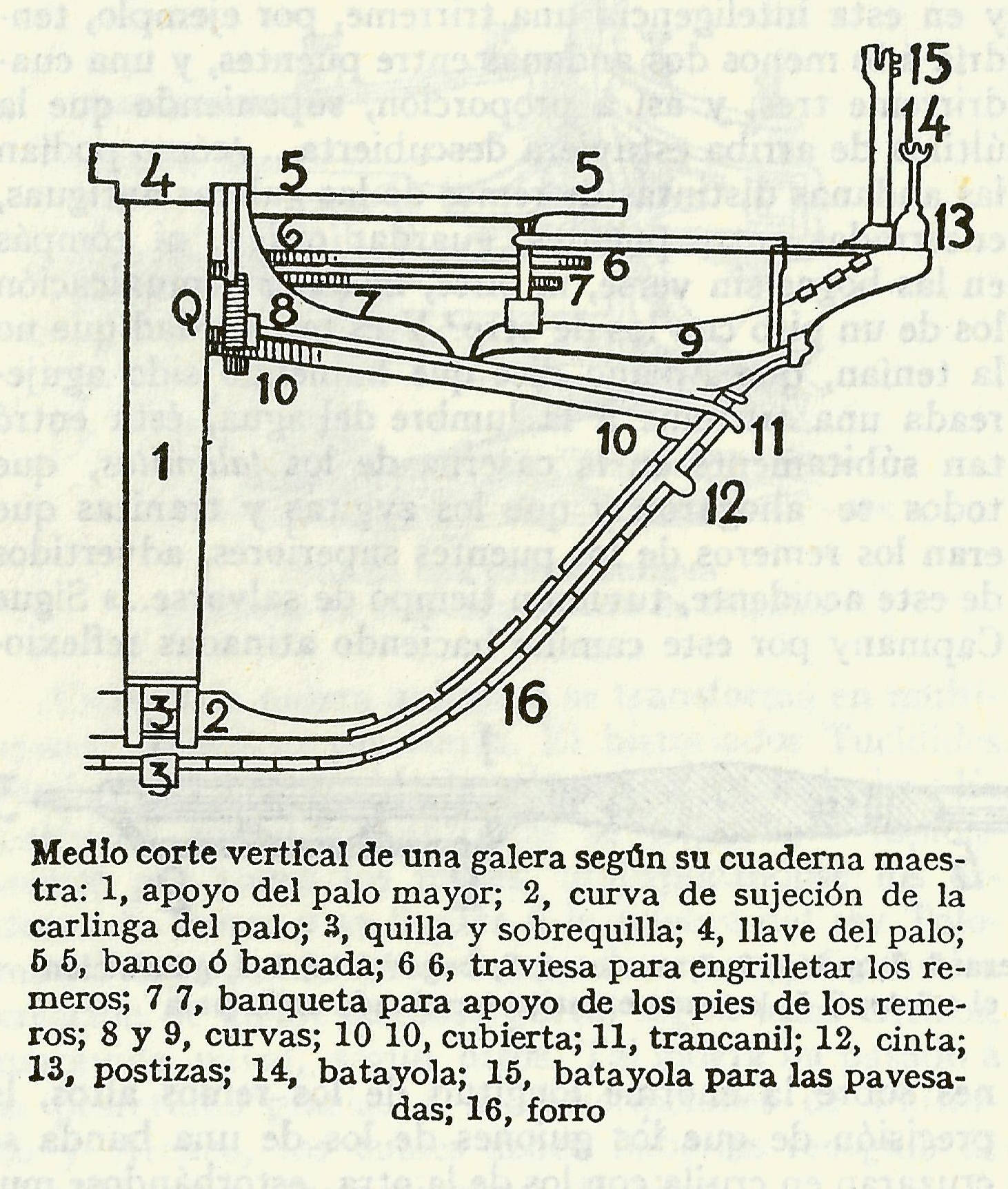
Cuaderna maestra de galera.

Había galeras que llevaban uno, dos y tres palos variando según el tamaño El elemento propulsor principal eran los remos y el auxiliar la acción del viento sobre las velas. Los remeros, hasta siete por bancada, tomaban asiento en bancos que iban empotrados de una parte en el mamparo del corredor o crujía y del otro en el costado. El número de bancos, y por tanto, desde la más pequeña que tenía 20 por banda, normalmente solía ser de 25 o 26, aun cuando hubiera buques de la familia de las galeras, las medias galeras y los leños, que tenían algunos menos, y otras en cambio muchos más, como las cuatro galeras portuguesas que fueron con la Armada Invencible, cada una de las cuales contaba 306 remeros. La longitud de los remos era de unos 50 pies próximamente que se manejaban apoyando el primer tercio en las postizas o piezas rectangulares de madera adosadas por fuera de la embarcación, una por cada costado y que corrían a lo largo desde los yugos de popa hasta los del brazal o de proa. Las más antiguas galeras tenían las velas cuadrangulares, siendo la más grande la del trinquete, aunque después eran latinas y la vela del trinquete fue más pequeña que la del palo mayor. Unas veces, a imitación de las naves romanas, tenían parapetos en los costados, gruesas planchas o una serie de paveses o escudos que servían de abrigo en el combate a remeros y soldados; y otras, altos castillos a popa y a proa desde donde arrojaban las flechas, dardos y aún el fuego griego.
Las velas eran cuadras, es decir, de forma trapezoidal, y frecuentemente latinas o triangulares. Solo el palo mayor descansaba en la sobrequilla, el trinquete lo hacía sobre la cubierta. la longitud del palo mayor, según Crescentino, era de unos 20 metros. Las entenas estaban compuestas de dos partes unidas por ligadas: la de la vela mayor era tan larga como la galera menos 15 pies. Las dos partes se llamaban car y pena. En las partes altas de los palos solían llevar unas pequeñas plataformas o cofas, llamadas gavias. El interior de las galeras solía estar dividido por mamparos transversales en seis compartimento, destinados los de popa al capitán y los restantes a pañoles de víveres, velas y demás efectos.

## Historia
Modernamente se llama galera a todo barco de remo y vela antiguo, propio para la guerra, caracterizado por su gran eslora respecto a su manga y su relativa ligereza tanto en la marcha como en las evoluciones. En realidad el nombre de galera empezó a usarse en España en el siglo XIV, aunque desde los inicios de la Edad Media, ya se empleaba en el Mediterráneo los de galea y galia.
La galera existe desde la antigüedad. Originalmente, usaba una fila de remeros por cada lado de la embarcación (monorreme). Tiempo después, los fenicios inventaron una galera con dos filas de remeros en dos órdenes, una superior y una más abajo, que era más veloz sin perder maniobrabilidad; esta evolución de la galera se llamó birreme. En la Antigua Grecia crearon y usaron el trirreme, galera de tres filas de remeros. Los antiguos romanos, y antes de ellos los cartagineses, llegaron a utilizar el quinquerreme, que constaba de cinco remeros distribuidos en tres órdenes, con dos hombres en el orden superior, dos en el medio y uno en el inferior. Lo común era usar birremes. La liburna y la navis longa de los romanos también caen dentro de la denominación.
Los remeros a menudo eran esclavos o prisioneros. La Corona española fue la primera en emplear criminales en las galeras, desde finales del siglo XV. Durante muchos siglos se mantuvo la condena a galeras como uno de los más crueles castigos posibles, tanto que incluso Miguel de Cervantes la menciona en el Quijote. No obstante, la falta de remeros constituyó un problema crónico para la armada española.

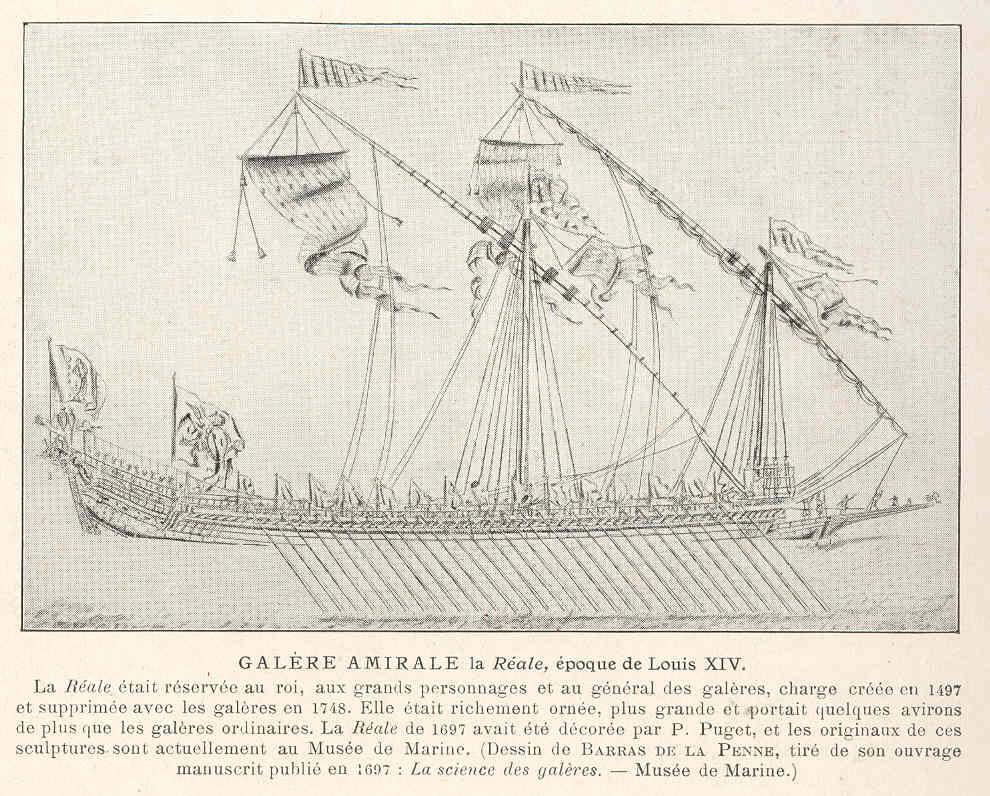
Dibujo de la galera real francesa La Réale (1697).

Durante la Edad Media no se hicieron progresos notables en el arte de construir embarcaciones. La innovación de montar una fila de remeros extra fue abandonada. Sin embargo, las galeras permitieron a diversas culturas expandirse a enormes distancias. Tal fue el caso, por ejemplo, del drakkar o barco-dragón de los vikingos.
En el siglo XV aparece una nueva clase de embarcación, llamada carabela, que usaba un velamen variado para navegar sin remeros, y por lo tanto requería mucha menos tripulación que la galera. Sin embargo, la carabela no sustituyó rápidamente a la galera. Para dar una idea: en la época del descubrimiento de América, 1492, la expedición de Cristóbal Colón navegó en dos carabelas y una nao,  pero la flota reunida por las potencias cristianas contra el Imperio otomano durante la batalla de Lepanto en 1571 era de galeras. Este sería el último gran combate naval en el que se utilizaría únicamente este tipo de embarcación.
En el siglo XVI, en que la artillería llegó a tener un valor práctico en el combate, se instaló en las galeras. Los gálibos de ellas, sin embargo no sufrieron modificación. Los cañones se instalaban en las extremidades, en repisas o castillos. En algunas galeras se montaban debajo de una doble plataforma transversal que servía para facilitar la maniobra de la vela trinquete. En la crujía se montaba un gran cañón de caza o bombarda, y a sus lados otros más pequeños, falconetes y pedreros.
Durante el Renacimiento aparece un tipo intermedio: una galera con velas, llamada galeaza, precedente del galeón.
La decadencia de las galeras como nave de guerra en el Mediterráneo comenzó a finales del siglo XVI. Para mediados del siglo XVII ya solo servían en tareas auxiliares. Al mismo tiempo se construyeron cada vez mayores, llegándose a dotaciones de 400 hombres en los años 1620 frente alas de 250 de la época de Lepanto. La última batalla en la que combatieron galeras fue la de Matapán de 1717.
Las galeras de Toscana desaparecieron en 1718 y para 1734 ya solo quedaban en Nápoles cuatro galeras. En España, el Cuerpo General de Galeras fue disuelto por orden de 28 de noviembre de 1748, firmada por el Secretario del Despacho de Guerra y Marina e Indias, el marqués de la Ensenada:

Habiendo determinado el Rey suprimir la Escuadra de Galeras, ha resuelto que a los oficiales, ministerio y demás dependientes de la misma Escuadra se asista con el sueldo o despida del servicio o agregue a la Marina según se expresa en la relación que incluyo, firmada de mi mano, y cuyo contenido quiere S.M. se ponga luego en ejecución en todas sus partes, y a este fin la dirijo a V.S, previniéndole además de la siguiente.

Pero en 1784, con la llegada de Carlos III y su empeño en terminar de una vez por todas con la piratería berberisca, se construyeron nuevas galeras en España que se integraron dentro del Cuerpo General de Marina existente. Pervivieron sin especial relevancia hasta los primeros años del siglo XIX. La República de Venecia también mantenía aún una veintena de galeras activas cuando perdió su independencia en 1797.

## Tipos de galeras
- Galera real: la que arbolaba el estandarte real cuando iba en ella alguna persona de la familia del rey.
- Galera patrono, almirante y vicealmiranta: las que montaban el jefe de las fuerzas navales, el almirante y el vicealmirante.
- Galera gruesa: la del primer rango o de mayor porte.
- Galera galocha: la de remos grandes, manejados cada uno por muchos remeros.
- Galera de treinta bancos: la que tenía repartidos en los bancos hasta 120 remeros, 60 por banda. Su eslora era de 170 pies de largo poco más o menos.
- Galera de veintinueve bancos: la que tenía 160 remos: era la galera más común y algo más pequeña que la de treinta. Las ordenanzas de Pedro IV de Aragón (1354) dicen: «Echáronse seis galeras nuevas al agua, las dos de veintinueve bancos, porque fuesen más girantes y ligeras y las otras cuatro de treinta, como era lo más ordinario». Llevaban estas además 44 remeros de refresco, armados para el combate cuando no manejaban el remo.
- Galera de remos sencillos: la de muchos remos por banco, aunque de remos ligeros que manejaba un hombre solo.
- Galera de buenaboya: la que estaba armada con remeros voluntarios.
- Galera de forzados: aquellas en las cuales remaban los forzados.
- Galera bastarda: sobrenombre que se daba en el siglo XVI a una galera más fuerte que la ordinaria. Había bastardas de dos clases: una de remo y de popa estrecha y otra de vela. Esta, cuya popa era de culo de mona, solía llevar según Corsali un cañón y dos culebrinas a proa, una culebrina a popa y por cada banda un cañón y un arcabuz.
- Galera sutil: se llamaba así a la más pequeña, venía a ser lo mismo que galeota, media galera o piragua.
- Media galera: nombre que se daba a la que era chica.[4]

## Tratados sobre la construcción de galeras
- 1434-35. Michele de Rodes. Fabrica di galere.[13][14]
  - Traducción parcial al español.[15]
- 1547-1550. Stolonomie.[16][17]
- 1607. Bartolomeo Crescentio. “Nautica mediterranea”.[18]
- 1614. Pantero Pantera. "L'armata navale".[19]
- 1622. Ithier Hobier. De la construction d'une gallaire et de son equipage.[20]
- 1629. Joseph Furttenbach. Architectura navalis: d.i. von dem Schiff-Gebäw, auff dem Meer und Seekusten zugebrauchen.[21]
- 1861. Auguste LAFORET. Étude sur la Marine des Galères. Avec plans et dessins.[22]

## Expresiones relacionadas
- Remar en galeras: frase con que se designaba el castigo de los delincuentes sentenciados a este duro trabajo y que familiar y figuradamente se expresaba también por la de escribir en el mar.[4]